# Cheiromycella speiroidea
Cheiromycella speiroidea är en svampart som först beskrevs av Franz Xaver von Höhnel, och fick sitt nu gällande namn av von Höhnel 1910. Cheiromycella speiroidea ingår i släktet Cheiromycella och familjen Hyaloscyphaceae.   Inga underarter finns listade i Catalogue of Life.